# Finnland-Intervention
Die Finnland-Intervention deutscher Truppen (März bis Dezember 1918) entschied den Finnischen Bürgerkrieg zugunsten der konservativ-gegenrevolutionären Weißen Armee. Darüber hinaus verfolgte die deutsche Führung mit dem Vorstoß das Ziel, Finnland dauerhaft aus dem russischen Einflussbereich zu lösen und stattdessen fest in den nach dem Frieden von Brest-Litowsk durch das Deutsche Reich dominierten Ostseeraum zu integrieren. Die Anwesenheit deutscher Truppen sicherte im Oktober 1918 die Wahl des Prinzen Friedrich Karl von Hessen-Kassel-Rumpenheim zum finnischen König. Der Abtransport der deutschen Ostsee-Division im Dezember 1918 zog die Abdankung Friedrich Karls und den Sturz der deutschfreundlichen Regierung Svinhufvud nach sich. Damit setzten sich zuletzt jene politischen Kräfte in Finnland durch, die eine Anbindung an Großbritannien und Frankreich bzw. die Neutralität des jungen Staates befürworteten.

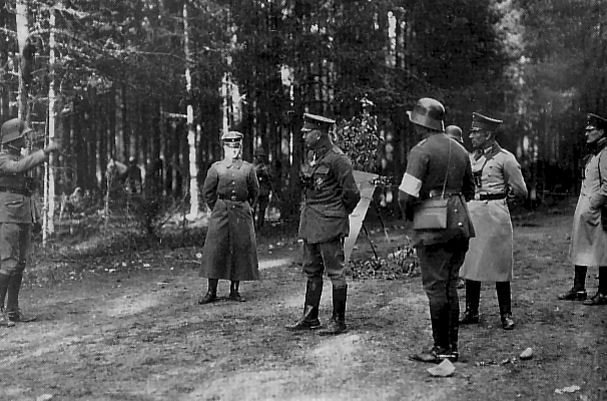
Offiziere der Ostsee-Division in Finnland

## Hintergrund
Das Großfürstentum Finnland, dessen politischer und wirtschaftlicher Sonderstatus innerhalb des Russischen Reiches seit der Jahrhundertwende wiederholt infrage gestellt worden war, zog bereits unmittelbar nach Kriegsausbruch die Aufmerksamkeit der deutschen Politik auf sich. Die finnischen Autonomiebestrebungen und der bereits vorhandene deutsche Einfluss in Finnland – seit 1905 dominierten Importe aus Deutschland den finnischen Außenhandel – schienen einen vielversprechenden Ansatzpunkt für die Desintegration des Zarenreiches im Allgemeinen und die Schwächung der russischen Position im Ostseeraum im Besonderen zu bieten. Am 6. August 1914 wies Reichskanzler Bethmann Hollweg den deutschen Gesandten in Stockholm an, Kontakte mit einflussreichen Finnen aufzunehmen und auf sie im Sinne einer „Zurückwerfung des russischen Despotismus auf Moskau“ einzuwirken. Allerdings blieb diesen und den nachfolgenden ähnlichen Bemühungen bis zu der durch die russischen Revolutionen des Jahres 1917 eintretenden völligen Neuordnung der Verhältnisse ein wirklicher Durchbruch versagt. Das lag nicht zuletzt an der trotz wiederholter Bitten der finnischen Kontaktpersonen aufrechterhaltenen deutschen Weigerung, sich öffentlich und verbindlich für die Unabhängigkeit Finnlands auszusprechen. Die Reichsleitung lehnte dies ab, da sie lange auf einen Sonderfrieden mit Russland spekulierte. Folglich blieb die Mehrheit der finnischen Führungsschicht gegenüber den deutschen Initiativen reserviert, zumal sie es für unwahrscheinlich hielt, dass Deutschland Russland den Frieden würde diktieren können. Sie setzte auf die Westmächte, von denen sie in der finnischen Frage eine mäßigende Einwirkung auf den russischen Bundesgenossen erwartete. Die starke Sozialdemokratische Partei Finnlands (SDP), in der der linke Flügel dominierte, setzte ihre Hoffnungen auf eine Revolution in Russland und ließ sich nicht auf die – auch über Vertreter der SPD unternommenen – deutschen Annäherungsversuche ein.
Zu bedingungslosen Parteigängern der deutschen Interessen in Finnland wurden lediglich die Anhänger der 1904/1905 entstandenen radikal nationalistischen und antisozialistischen Aktivisten-Bewegung. Diese Strömung unterhielt in Berlin eine von dem finnischen Anwalt Friedrich Wetterhoff geleitete Finnländische Kanzlei (seit Ende 1916 Finnländisches Büro). Aus diesem Kreis heraus wurde schon im Herbst 1914 gegenüber deutschen Vertretern ein „Fürstentum Finnland“ mit einem Hohenzollern-Prinzen an der Spitze ins Gespräch gebracht. Einzelne Aktivisten verhandelten auch mit dem Herzog Adolf Friedrich zu Mecklenburg über eine Thronkandidatur. Bis zum Herbst 1917 blieb diese Strömung allerdings ein Außenseiter des politischen Spektrums in Finnland. Weitreichende Konsequenzen hatte lediglich die maßgeblich von den Aktivisten betriebene Rekrutierung von Freiwilligen (insgesamt 1.886 Mann) für die militärische Ausbildung in Deutschland, der die deutschen Stellen am 26. Januar 1915 zugestimmt hatten (vgl. Königlich-Preußisches Jägerbataillon Nr. 27). Die Aktivisten waren zwar überzeugt, dass eine Unabhängigkeit Finnlands nur durch einen bewaffneten Aufstand zu erreichen war, waren sich aber auch darüber klar, dass ein solcher ohne Unterstützung durch deutsche (oder schwedische) Truppen völlig aussichtslos war. Folgerichtig wiesen sie die regelmäßig wiederholten deutschen Aufforderungen zu einem selbständigen finnischen Losschlagen zurück. Im Übrigen betätigten sich einzelne Aktivisten als deutsche Agenten, klärten militärische Bewegungen auf, zerstörten russisches Kriegsmaterial oder verhalfen deutschen Kriegsgefangenen zur Flucht nach Schweden.
Erst nach der russischen Februarrevolution unternahm die deutsche Führung erste konkrete Schritte, um eine militärische Intervention in Finnland vorzubereiten. Das Jägerbataillon Nr. 27 wurde seit Ende März 1917 in Libau verladefertig gehalten, in Danzig ließ die OHL die komplette Ausrüstung für eine finnische Armee von 100.000 Mann – Rangabzeichen mit dem finnischen Löwen und finnische Kokarden inklusive – bereitlegen. Gleichzeitig wurde von deutschen Vertrauensleuten in Finnland eine offiziöse Erklärung verbreitet, in der es erstmals hieß, es sei „deutsches Interesse, dass Finnland womöglich in den Besitz der vollen Selbständigkeit gelangt.“ Die deutschen Hoffnungen auf eine antirussische Erhebung in Finnland und eine damit einhergehende „Einladung“ deutscher Truppen wurden jedoch erneut enttäuscht. Die revolutionäre Krise im Zarenreich lockerte zwar den Zugriff der Zentrale auf die nichtrussischen Randregionen, führte aber insbesondere im Falle Finnlands zugleich dazu, dass dem finnischen Bürgertum und den Großgrundbesitzern angesichts des parallelen Aufschwungs der finnischen Arbeiterbewegung (die Mitgliederzahl der SDP stieg 1917 auf über 100.000 – in einem Land mit weniger als 3 Millionen Einwohnern) noch weniger als zuvor der Sinn nach einer Schwächung der bestehenden staatlichen Strukturen stand. Im Gegensatz zur SDP drangen die bürgerlichen Parteien im finnischen Landtag nun sogar darauf, die im Juli einseitig beschlossene neue Autonomieregelung mit der russischen Provisorischen Regierung abzustimmen. Eine völlige Unabhängigkeit lehnten sie jetzt entschieden ab, da dies den von der Sozialdemokratie beherrschten Landtag zur alleinigen politischen Autorität in Finnland gemacht hätte. Diese Zusammenhänge wurden von den deutschen Verantwortlichen nicht erkannt, weshalb sie ihren finnischen Kontaktleuten wiederholt deren vermeintliche „Schlappheit“ vorhielten.
Die im August durch die Provisorische Regierung verfügte Auflösung des Landtages und die anschließenden Neuwahlen am 2. Oktober 1917 – bei denen die SDP ihre Mehrheit gegen die im Zeichen der „roten Gefahr“ zusammengeschlossenen bürgerlichen und Agrarier-Parteien einbüßte – waren wesentlich durch bürgerliche finnische Politiker angeregt worden. Die neue Parlamentsmehrheit verständigte sich mit der Provisorischen Regierung auf einen Verbleib Finnlands unter russischer Oberhoheit. Der Sturz dieser Regierung (vgl. Oktoberrevolution) führte allerdings erneut einen dramatischen Perspektivenwechsel herbei und brachte den deutschen Einfluss, der zu diesem Zeitpunkt nahezu ausgeschaltet schien, wieder ins Spiel. Die neue, am 26. November 1917 vom Landtag gewählte Regierung unter Pehr Evind Svinhufvud – einem erklärten Parteigänger Deutschlands – nahm sofort Kurs auf die völlige Lostrennung von Russland und eine enge Anlehnung an Deutschland. Der sowjetrussische Rat der Volkskommissare akzeptierte am 31. Dezember 1917 die am 6. Dezember beschlossene Unabhängigkeitserklärung Finnlands. Die in der Folge durch die Svinhufvud-Regierung bewusst herbeigeführte Eskalation der innerfinnischen Konflikte und der daraus resultierende Bürgerkrieg öffneten schließlich den deutschen Truppen den Weg nach Finnland.

## Verlauf

### Politische und militärische Vorbereitung
Bereits am 12. November 1917 ging dem Auswärtigen Amt ein Memorandum finnischer bürgerlicher Politiker zu, das als Aufforderung zur Intervention zu verstehen war. Darin hieß es unter anderem:
„Mit dem Anheimfallen Russlands zur Anarchie und zur vollständigen Machtlosigkeit scheint für Deutschland die große (...) Gelegenheit gekommen zu sein, eine feste und unerschütterliche Ostseeherrschaft zu gründen. (...) Dem deutschen Besitzstand in diesen Gegenden würde sich ein Schweden anschließen, das (...) darauf angewiesen sein würde, die politischen Richtlinien der Mittelmächte – Mitteleuropas – zu befolgen, sowie ein freies Finnland. (...) Es dürfte erlaubt sein, von finnischer Seite ehrerbietigst hervorzuheben, dass ein möglichst schnelles auswärtiges Eingreifen in und zugunsten Finnlands einem dringenden Lebensbedürfnis dieses Landes entsprechen würde. (...) [Es ist] zu befürchten, dass gewisse verantwortungslose, durch angebliche Klasseninteressen verblendete Elemente der eigenen Bevölkerung des Landes die Gelegenheit benutzen werden, um sich der Herrschaft zu bemächtigen und einen gewaltsamen Umsturz der Gesellschaftsordnung herbeizuführen. (...) Ein schnelles kräftiges Eingreifen der deutschen Streitkräfte würde in dieser Lage von unschätzbarem Wert sein.“
Diese Vorstöße wurden bis Ende November mehrfach schriftlich und mündlich sowohl im Auswärtigen Amt als auch bei der OHL wiederholt. Die deutschen Vertreter drängten bei diesen Gesprächen aus innen- und außenpolitischen Gründen darauf, dass von finnischer Seite durch Regierung und Landtag öffentlich um eine deutsche Intervention gebeten werde. Ohne dass dies erfolgt wäre, brachte ein deutsches Unterseeboot Ende November ein Vorkommando des Jägerbataillons sowie Ausrüstungsgegenstände, Waffen und Funkgeräte an die finnische Südküste.
Nachdem im Januar 1918 ganz Südfinnland an die revolutionären Kräfte gefallen war, wollte die OHL, die die unmittelbar bevorstehende Rückkehr des Landes in den russischen Einflussbereich befürchtete, sofort einen größeren Truppenverband in die Region entsenden. Dies erklärte der Admiralstab aufgrund der klimatischen Verhältnisse und der noch nicht aufgeklärten bzw. geräumten Minenfelder in der nördlichen Ostsee allerdings für unmöglich. Der am 13. Februar 1918 in Bad Homburg vor der Höhe tagende Kronrat beschloss, unabhängig von der weiteren Entwicklung des Verhältnisses zu Sowjetrussland – die Verhandlungen in Brest-Litowsk waren am 10. Februar abgebrochen worden – in jedem Falle Ende März (laut Admiral von Holtzendorff der frühestmögliche Termin) in Finnland zu intervenieren. Die nach Vaasa ausgewichene weißfinnische Rumpfregierung wurde aufgefordert, deutschen Stellen eine Erklärung zu übergeben, in welcher „unter Berufung auf die herrschende Anarchie und dauernde Gefährdung von Leben und Eigentum unsere Intervention zur Herstellung der Ordnung“ erbeten werden sollte. Bereits am 14. Februar legte der finnische Vertreter in Berlin, Edvard Hjelt, das gewünschte Dokument „im Namen des finnischen Volkes und Staates“ vor. Am 21. Februar wurde in einem ersten öffentlichen Schritt von der Sowjetregierung ultimativ der sofortige Abzug aller noch in Finnland verbliebenen russischen Truppen verlangt.
Zusätzlich beschleunigt wurden die deutschen Vorbereitungen durch die am 14. Februar erfolgende überraschende Landung schwedischer Truppen auf den Åland-Inseln. Auf deutscher Seite wurde vermutet, dass die Entente-Mächte Schweden zu diesem Schritt ermuntert hätten. Man entschied daher drei Tage später, vor dem Einschreiten auf dem finnischen Festland auch diese strategisch wichtige Inselgruppe zu besetzen. Für die Abwicklung des Gesamtunternehmens wurde am 25. Februar die Aufstellung der etwa 11.000 Mann starken, direkt der OHL unterstehenden sogenannten Ostsee-Division befohlen. Hierfür wurden großenteils ausgewählte Eliteverbände herangezogen.

### Die Besetzung der Åland-Inseln
Das schwedische Vorgehen hatte die Situation für die deutsche Politik erheblich komplizierter gestaltet. Ausgerechnet die politischen Kräfte in Schweden, die bisher eine auf die Mittelmächte orientierte Haltung des Landes favorisiert hatten (das Königshaus und die Konservativen), waren die entschiedensten Verfechter einer schwedischen Annexion der Åland-Inseln. Eine Kollision deutscher und schwedischer Maßnahmen in der Åland-Frage musste die ohnehin ins Wanken geratenen deutschen Positionen in Schweden weiter untergraben. Allerdings war insbesondere die OHL nicht bereit, Schweden die Inselgruppe einfach so zu überlassen. In Abstimmung mit dem Auswärtigen Amt einigte man sich darauf, die Inseln zunächst selber zu besetzen und ggf. später – natürlich nur bei entsprechendem „Entgegenkommen“ auf politischem und wirtschaftlichem Gebiet – Schweden zu überlassen. In einem Telegramm an die schwedische Königin rechtfertigte Wilhelm II. die Besetzung der Inseln mit – angeblichen – logistischen Zwängen der Finnland-Expedition. Die Stockholmer Regierung beugte sich angesichts der offenkundigen Aussichtslosigkeit einer bewaffneten Konfrontation dem deutschen Druck und wies den schwedischen Befehlshaber vor Ort an, einer eventuellen Landung deutscher Truppen keinen Widerstand zu leisten.

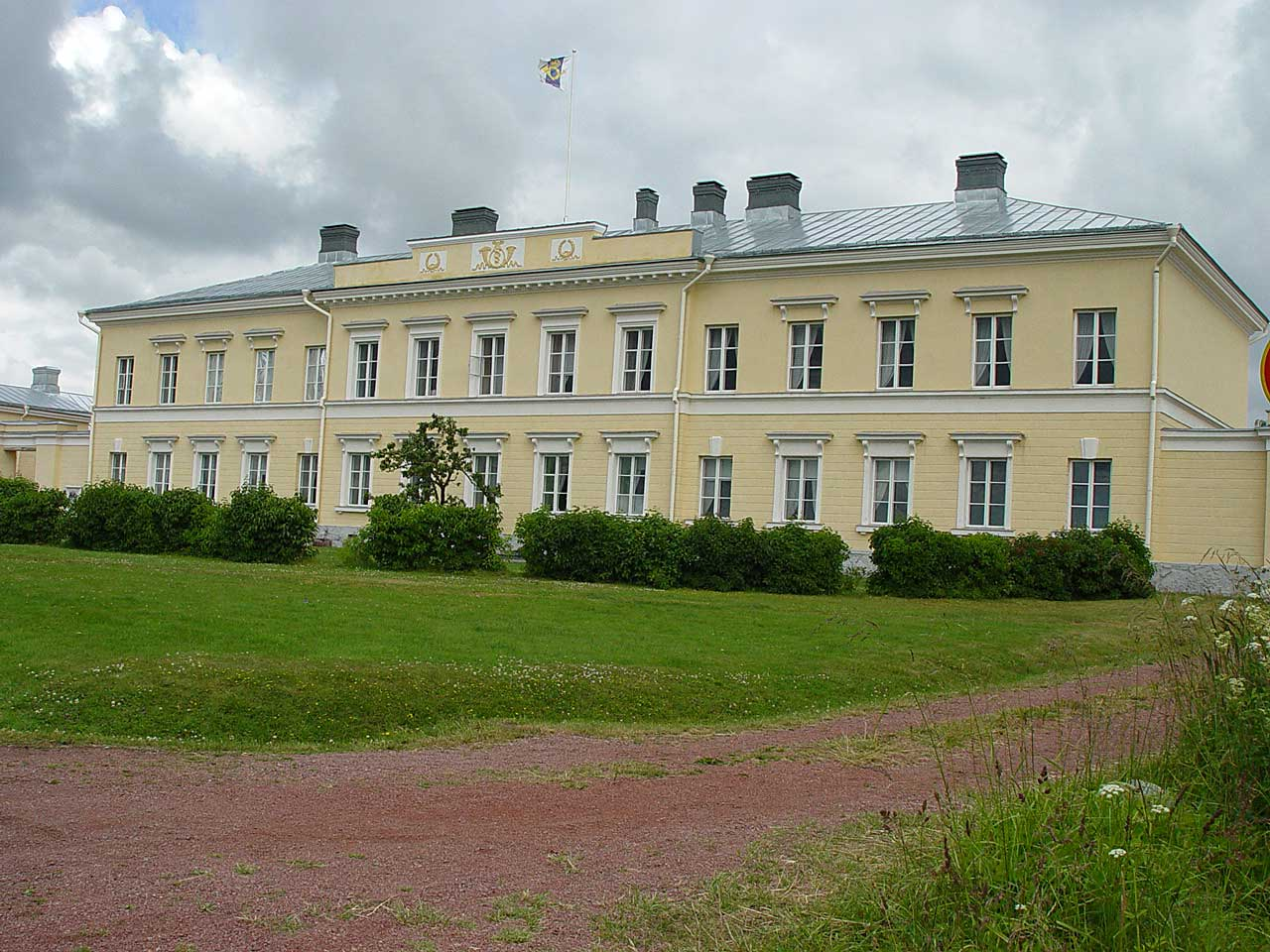
Zollhaus in Eckerö

Am 26. Februar verließ ein deutscher Sonderverband Ostsee unter dem Befehl von Konteradmiral Meurer mit dem für die Åland-Inseln bestimmten Detachement der Ostsee-Division Danzig. Er traf wegen schwieriger Eisverhältnisse erst am Morgen des 5. März am Zielort ein. Entgegen der von deutschen Vertretern in Stockholm gemachten Zusicherungen beanspruchte der deutsche Admiral die Kontrolle über beinahe die gesamte Inselgruppe, die er bis zum 8. März auch erhielt. Das damit einhergehende provokatorische Hissen der Reichskriegsflagge auf dem Zollhaus von Eckerö entfachte in Schweden einen Sturm der Entrüstung. Nichtsdestotrotz wurden die schwedischen Truppen bis zum 25. April schrittweise abgezogen.

### Die deutsch-finnischen Verträge vom 7. März 1918
Die weißfinnische Regierung in Vaasa begrüßte in einer Proklamation die deutschen Truppen auf finnischem Boden als „Freunde“ und „Waffenbrüder“. Ihre Vertreter in Berlin unterzeichneten am 7. März 1918 einen deutsch-finnischen Friedensvertrag, ein Handels- und Schifffahrtsabkommen sowie ein Geheimabkommen, das Finnland verpflichtete, nahezu die gesamte laufende kriegswirtschaftlich relevante Produktion und sonstige vorhandene Materialien (Holzprodukte, Pappe, Papier, Zellstoff, Erze, Metalle, Mineralien, Altgummi, Kautschuk, Öle) bis zu einem allgemeinen Friedensschluss „als Bezahlung der gelieferten Kriegsmaterialen“ Deutschland zu überlassen. Auch die öffentlich abgeschlossenen Verträge bedienten nahezu ausschließlich deutsche Interessen. Die den Handelsverkehr betreffenden Bestimmungen riefen in Finnland heftige Kritik hervor, so sahen sich etwa die Großhändler der Stadt Turku zu „deutschen Kontorgehilfen“ herabgewürdigt. Im Friedensvertrag wurde Finnland zu umfangreichen Schadenersatzleistungen (einschließlich Verzinsung) für die seit 1914 auf finnischem Territorium oder in finnischen Gewässern eingetretenen deutschen Vermögensverluste verpflichtet. Das in Deutschland oder in von Deutschland besetzten Ländern beschlagnahmte finnische Vermögen sollte hingegen „kraft Kriegsrecht Eigentum des Deutschen Reiches“ sein und bleiben. Die staatsrechtlich einschneidendste Festlegung sah vor, dass Finnland ohne vorherige Verständigung mit Deutschland keine Verträge mit Dritten schließen durfte, die in irgendeiner Form territoriale Hoheitsrechte des Landes betrafen. Diese Bestimmung wurde auch in Deutschland allgemein als Ausdruck der „Halbsouveränität Finnlands im Verhältnis zum Deutschen Reich“ gewertet.
Die Revolutionsregierung in Helsinki erklärte die Berliner Abkommen umgehend für nichtig. Sie war sich freilich darüber klar, dass für die deutsche Seite mit den Verträgen ein weiterer gravierender Grund vorlag, die Vaasa-Regierung wieder in Helsinki zu installieren.

### Landung und Vorgehen der Ostsee-Division

Hauptachsen des deutschen Vormarsches (graue Pfeile)

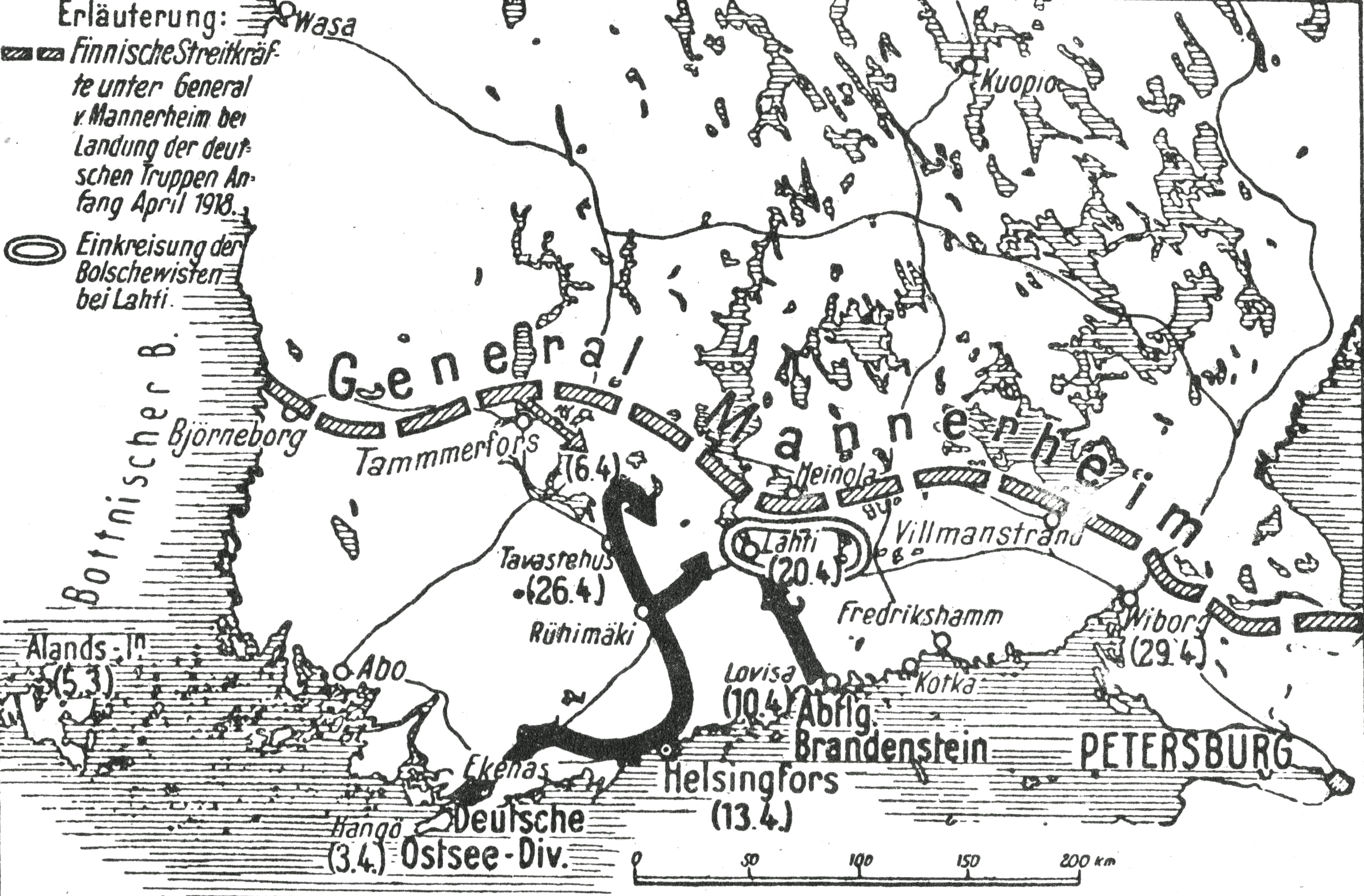
Vorgehen der Ostsee-Division in Finnland

Am 7. März hatte Wilhelm II. dem Reichskanzler geraten, die bevorstehende deutsche Landung an der finnischen Küste in der Öffentlichkeit in einer Weise darstellen zu lassen, dass es so aussehe, als sei dies „kein Kampf gegen Russland, sondern eine reine Polizeimaßnahme auf Ersuchen der von uns anerkannten Regierung.“ Zwei Tage später begann die Anlandung britisch-französischer Truppen in Murmansk. Die deutsche Führung war nun mehr denn je entschlossen, in Finnland unter allen Umständen deutsche Truppen zu stationieren. Neben der politischen ergab sich in der zweiten Märzhälfte auch eine unmittelbare militärische Notwendigkeit, schnell zu handeln; darauf wies unter anderem der weißfinnische Oberkommandierende Mannerheim in einem Telegramm vom 20. März hin, in dem er weitere Verzögerungen als „schicksalsschwer“ bezeichnete. Inzwischen unterbreitete Verhandlungsangebote der Regierung in Helsinki wurden durch die deutsche Seite dilatorisch behandelt.

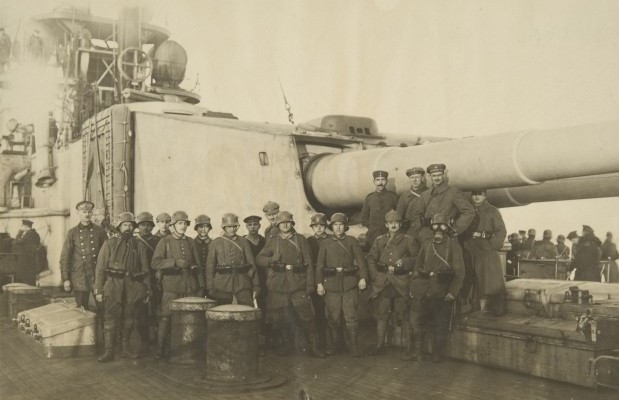
Truppen des Mecklenburgischen Jäger-Bataillon Nr. 14 auf Deck der Westfalen, März/April 1918

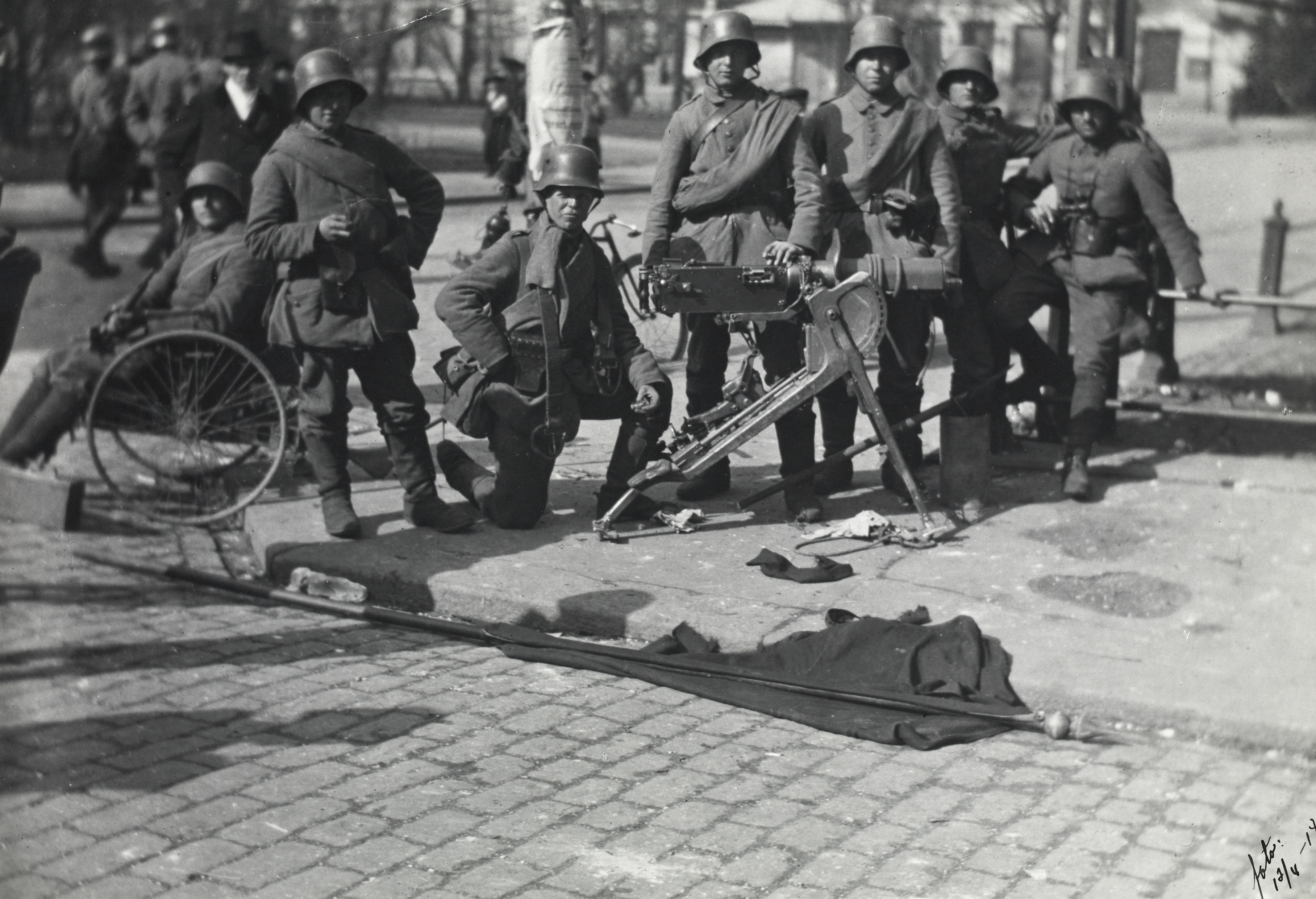
Soldaten der Ostsee-Division in Helsinki

Am 3. April ging die Ostsee-Division im Hafen von Hanko an Land. Deutsche Flugzeuge warfen 130.000 Flugblätter ab, in denen sich die Invasoren als „Befreier“ Finnlands vorstellten. Vier Tage später landete ein von der 8. Armee abgeordnetes Detachement von 3.000 Mann unter Oberst Otto von Brandenstein im Raum Loviisa. Ein parallel von Åland aus unternommener Versuch, das Jägerbataillon Nr. 14 in Turku zu landen, scheiterte am hartnäckigen Widerstand der Verteidiger bereits in den Schärengebieten vor der Stadt. Der Kleine Kreuzer Kolberg musste die Landungstruppe unter erheblichen Schwierigkeiten wieder an Bord nehmen und am 10. April in Ekenäs (bei Hanko) ausschiffen. In Hanko zog sich die schwache örtliche Rote Garde allerdings beim Anblick des überraschend auftauchenden deutschen Flottenverbands zurück und leistete nur im Umland der Stadt Widerstand. Zu einem größeren Gefecht mit etwa 500 eilig herantransportierten Rotgardisten kam es erst am 5./6. April bei Karis. Am 9. April wurde eine deutsche Abteilung, die die Bahnlinie Helsinki-Riihimäki unterbrechen sollte, bei Nummela geschlagen. Die Hauptmacht der Ostsee-Division ging jedoch an der Küste entlang direkt gegen Helsinki vor. Ihr konnte das Oberkommando der Roten Garden in der Kürze der Zeit keine zureichenden Kräfte entgegenstellen. In Helsinki, das bis dahin sichere Etappe gewesen war, standen nur schlecht ausgerüstete Truppenteile – bei Toten und Verwundeten seien „meistenteils wertlose Jagdflinten oder Militärgewehre ältesten Modells“ gefunden worden, hieß es hernach im Bericht des deutschen Befehlshabers von der Goltz. Anders als von Goltz erwartet, kapitulierte Helsinki nicht. Erst nach mehrtägigen schweren Kämpfen, in die auch deutsche Schiffsartillerie und ein aus Marinesoldaten bestehendes Landungskommando eingriffen, hatten die Angreifer die Stadt am 14. April einigermaßen unter Kontrolle. Während der Kampfhandlungen kam es zu mehreren Kriegsverbrechen. Die Åbo-Kaserne, in die sich Rotgardisten, aber auch Frauen und Kinder geflüchtet hatten, wurde in Brand gesteckt, Flüchtende wurden – so ein beteiligter deutscher Offizier – „abgeschossen“. Als mehrere deutsche Angriffe auf das Arbeiterviertel Siltasaari-Sörnainen gescheitert waren, trieben die Angreifer am 12./13. April bei einem nächtlichen Vorstoß über die in den Stadtteil führende Brücke zahlreiche Gefangene als „Kugelfang“ vor sich her. Nach der Eroberung Helsinkis gingen mehrere Vertreter des minoritären rechten Flügels der finnischen Sozialdemokratie (Väinö Tanner u. a.) zu den Interventen über und riefen die Rotgardisten zum Niederlegen der Waffen auf. Goltz meldete dazu am 20. April an die OHL:

„Ohne Zweifel steht die Masse der industriellen und landwirtschaftlichen Arbeiter im roten Lager. Der schwächere revisionistische Flügel der Sozialdemokratie lehnte ein Zusammengehen mit der roten Partei ab. Seine Senatoren und Abgeordneten stellten sich nach der Einnahme von Helsingfors der Division und der gesetzmäßigen Regierung zur Verfügung. Ihre Hilfe wurde zur Beruhigung der Bevölkerung angenommen. Ebenso werden die Aufrufe der revisionistischen Partei, die zur Niederlegung der Waffen und zur Wiederaufnahme der parlamentarischen gesetzmäßigen Kampfmittel auffordern, verbreitet werden.“

Unterdessen hatte das Detachement Brandenstein im Raum Kausala-Uusikylä eine schwere Niederlage erlitten und war daraufhin der Ostsee-Division unterstellt worden. Am 20. April konnten die Deutschen Lahti einnehmen und Fühlung mit den von Norden her vorstoßenden weißfinnischen Truppen herstellen. Hierdurch wurde das noch unter Kontrolle der Roten Garden stehende Gebiet in zwei Teile gespalten. Die Ostsee-Division ging nun gegen die im Westen verbliebenen Rotgardisten vor, wobei es besonders im Raum Hämeenlinna zu heftigen Kämpfen kam. Zahlreiche Rotgardisten und Zivilisten (etwa 30.000 Menschen), die vergeblich über Lahti nach Osten durchzubrechen versuchten, mussten sich am 2. Mai nach einer mehrtägigen verlustreichen Schlacht ergeben. Bereits am 29. April hatte die weißfinnische Armee, entscheidend begünstigt durch die Abwesenheit der von der Ostsee-Division bei Lahti blockierten Hauptkräfte der Roten Garden, Viipuri erobert. Damit war der Bürgerkrieg entschieden.

### Deutsche Politik in Finnland nach dem Bürgerkrieg
Ein Rückzug nach dem Ende der vermeintlichen „Polizeiaktion“ stand bei den deutschen Stellen zu keinem Zeitpunkt zur Debatte. Goltz wurden stattdessen mehrere politische Berater an die Seite gestellt, er erhielt den Titel Deutscher General in Finnland und übersiedelte demonstrativ in das ehemalige Quartier des russischen Generalgouverneurs. Inwieweit Goltz’ Stab konzeptionell in die nach dem Ende des Bürgerkrieges stattfindenden Massenmorde an gefangenen Rotgardisten und linksgerichteten Zivilisten verwickelt war, ist unbekannt. Sicher ist, dass die deutschen Kommandeure zu keinem Zeitpunkt einschritten und stattdessen mehrfach disziplinarisch gegen Soldaten vorgingen, die nicht rücksichtslos genug auftraten. Eine deutsche Militärmission, deren Leiter den Titel Chef des deutschen Generalstabes beim finnischen Heere führte, hatte ab Juni de facto den Oberbefehl über die finnische Armee inne. Ab Mai wurde das finnische Heer nach deutschen Grundsätzen umorganisiert. Zivilbeamte beaufsichtigten die Umsetzung der einschneidenden wirtschaftlichen Bestimmungen der Verträge vom 7. März. Vorsichtige Versuche der Finnen, diese den Warenexport des Landes völlig lahmlegenden Festlegungen etwas zu lockern, wurden von deutscher Seite brüsk zurückgewiesen. Anfang Oktober konnte (allerdings nur unter erheblichen Schwierigkeiten) ein Schwager Wilhelms II., Prinz Friedrich Karl von Hessen-Kassel-Rumpenheim, als König Finnlands etabliert werden; parallele Pläne des Auswärtigen Amtes, mit Finnland einen Bündnisvertrag und eine Militärkonvention abzuschließen, wurden von den zunehmend zurückhaltender agierenden finnischen Verantwortlichen jedoch bis zum deutschen Zusammenbruch im November 1918 verschleppt. Die offenkundige Absicht der deutschen Militärs, das finnische Heer auf sowjetrussischem Territorium gegen die in Murmansk gelandeten Entente-Truppen einzusetzen, stieß bei finnischen Offizieren und Mannschaften fast durchgehend auf Ablehnung. Im Herbst mussten mehrfach deutsche Truppen gegen Unruhen unter finnischen Rekruten einschreiten. Seit September 1918 trat eine schnell wachsende, offen für eine Anbindung Finnlands an Großbritannien und Frankreich eintretende Fraktion der finnischen Führungsschicht politisch hervor. Als ihr Vertreter wurde General Mannerheim nach London und Paris entsandt. Diese Strömung übernahm im Dezember 1918 die Führung des Landes und wandelte Finnland in der Folge in eine Republik um. Die letzten Kontingente der unter dem Eindruck der Novemberrevolution nur noch bedingt einsatzfähigen Ostsee-Division verließen Helsinki am 16. Dezember 1918 per Schiff Richtung Stettin. Goltz, der in Stettin aus Furcht vor Repressalien durch den örtlichen Arbeiter- und Soldatenrat unerkannt in Zivilkleidung von Bord ging und nach eigenen Angaben froh war, in Berlin „ohne Prügel zu bekommen meine Wohnung zu erreichen“, führte ab Februar 1919 deutsche Truppen gegen die Räterepubliken in Lettland und Litauen.

## Ergebnisse
In der Rückschau wird deutlich, dass die zur Jahreswende 1917/1918 sowohl von deutscher wie von finnischer Seite gewünschte Intervention deutscher Truppen auf jeweils unterschiedlichen Kalkulationen basierte und eine wirkliche Identität der Interessen kaum gegeben war. Während es der deutschen Politik um eine dauerhafte Loslösung Finnlands von Russland und dessen stabile Einbindung in die deutsche Einflusssphäre ging, verfolgte die finnische Regierung vorrangig das Ziel, mit der einheimischen Arbeiterbewegung „abzurechnen“. Um einen diesbezüglichen Erfolg sicherzustellen, schien die Anwesenheit deutscher Truppen unbedingt erforderlich zu sein. Damit konnte eine ausreichende Überlegenheit über die Roten Garden sichergestellt und gleichzeitig ausgeschlossen werden, dass Russland zugunsten der Linken in den Bürgerkrieg eingriff. Deshalb ging sie zeitweise auch deklamatorisch auf die deutsche „Mitteleuropa“-Rhetorik ein, ohne je ernsthaft daran zu denken, sich außenpolitisch mehr als nötig die Hände zu binden. Als dieser Zweck erreicht und zudem im Sommer 1918 nach und nach offensichtlich geworden war, dass die deutsche Gesamtkriegführung in eine ausweglose Krise geriet, lösten sich die ausschlaggebenden Teile der finnischen Führung schnell von jeder Bindung an die deutsche Politik. Die deutschen Verantwortlichen haben das relativ selbständige, äußerst flexible Agieren der finnischen Oberschicht und die enge Verzahnung von innen- und außenpolitischen Problemen in Finnland zu keinem Zeitpunkt verstanden. Ihr leicht durchschaubares, jahrelanges starres Hinwirken auf einen bewaffneten antirussischen Aufstand, für den sie wahllos alle der untereinander tödlich verfeindeten politischen Strömungen in Finnland ohne Rücksicht auf deren konkrete Ambitionen zu gewinnen suchten, reduzierte den deutschen Einfluss bis zum Sommer 1917 nahezu auf den Nullpunkt. Die durch die Oktoberrevolution eingetretene Situation änderte das kurzfristig, reproduzierte zuletzt aber nur die unhintergehbare strukturelle Problematik der deutschen Position in Finnland, bis sich mit dem Kriegsende jede weitere Diskussion erübrigte.